# Wilhelm Leibl
Wilhelm Maria Hubertus Leibl (n. 23 octombrie 1844, Köln - d. 4 decembrie 1900, Würzburg) a fost un pictor german al stilului realist care a excelat în realizarea de portrete precum și scene din viața rurală și a oamenilor de la țară.

## Biografie
Wilhelm Leibl s-a născut la Koln în anul 1844 și la vârsta de 17 ani și-a început studiile de pictură în atelierul pictorului local Hermann Becker. Din anul 1864 este admis la Academia de Arte Frumoase din München unde studiază împreună cu alți viitori mari artiști ai epocii, cum a fost Carl Theodor von Piloty. Împreună cu pictorii Johann Sperl, Theodor Alt și Rudolf Hirth du Frênes deschide un atelier în anul 1869. În această perioadă îl cunoaște pe Gustave Courbet care vizitează Munchenul unde deschide o serie de expoziții în care-și prezintă publicului opera și tehnica alla prima (direct după natură).  În picturile lui Leibl se poate observa admirația artistului pentru vechii maeștrii olandezi. După 1869, Leibl se mută pentru o perioadă de nouă luni la Paris, perioadă în care-l cunoaște pe Édouard Manet.
Leibl a trăit în orașul Munchen până în anul 1873, după care s-a mutat în zona rurală bavareză, la țară. Trăiește printre țărani, ia cunoștință de nevoile și bucuriile lor și realizează lucrări cu scene din viața de zi cu zi a acestora. Stilul său preponderent realist amintește de Hans Holbein. Urmează o serie de peregrinări prin diverse orașe, la Aibling și Kutterling unde lucrările sale capătă un stil nou prin delicatețe și luminozitate.
Wilhelm Leibl picta fără a se folosi de desenarea preliminară a scenelor, el aplica direct culoarea, având o abordare mai degrabă caracteristică impresionismului. Prin stil și felul său de a fi, artistul a fost recunoscut pe timpul vieții lui ca o personalitate proeminentă a unui grup autodenumit Leibl-Kreis (Cercul Leibl) care avea ca membrii pe Carl Schuch, Wilhelm Trübner, Otto Scholderer, și Hans Thoma. Leibl a realizat și gravură într-un stil meticulos, dar prea puțin reprezentativă în opera pe care a lăsat-o în urma sa. Desenele în cărbune au fost concepute în antiteza mereu prezentă dintre umbră și lumină. Leibl a pictat până la finalul vieții lui în  Würzburg.

## Galerie imagini

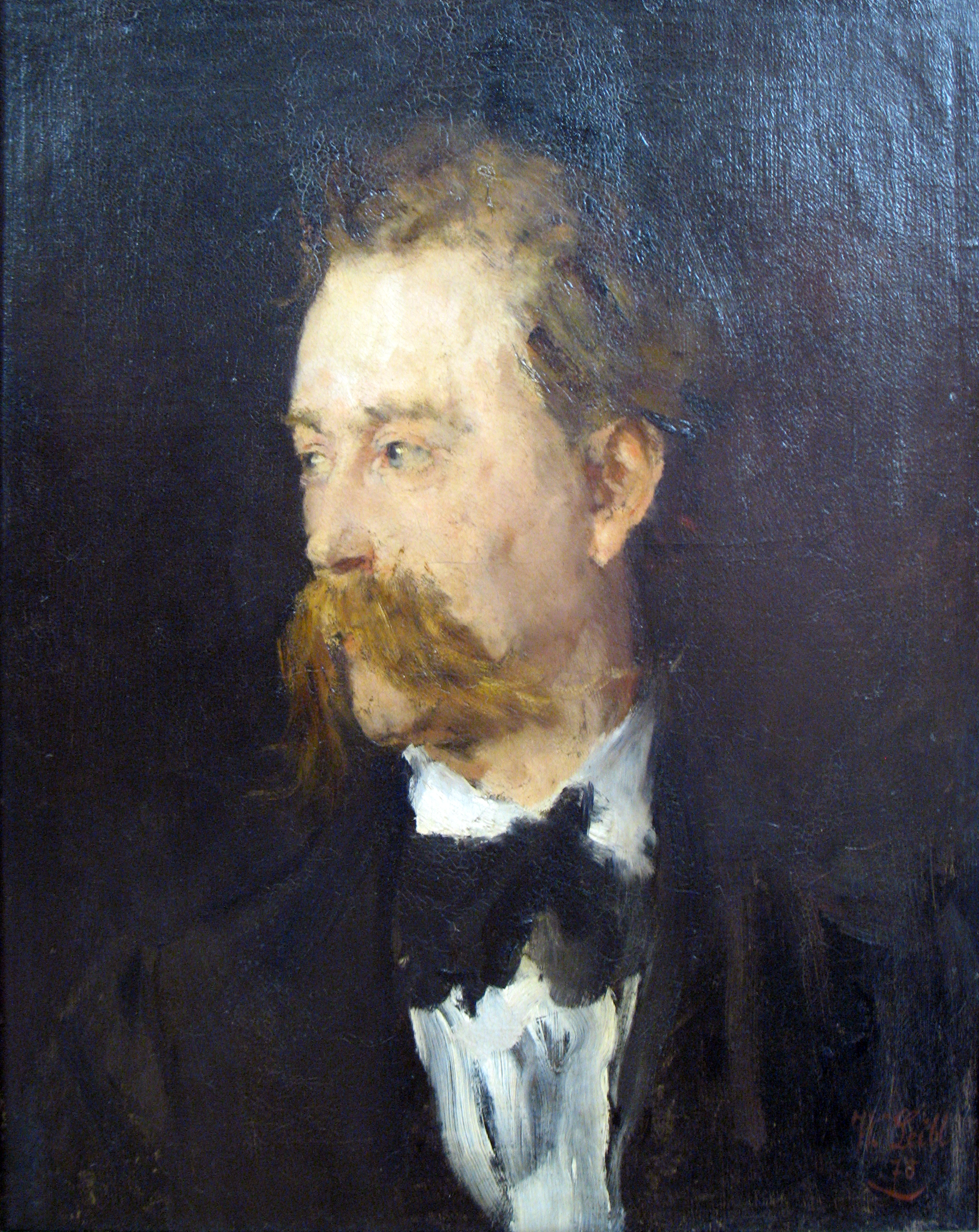
Pictorul Fritz Paulsen, 1870
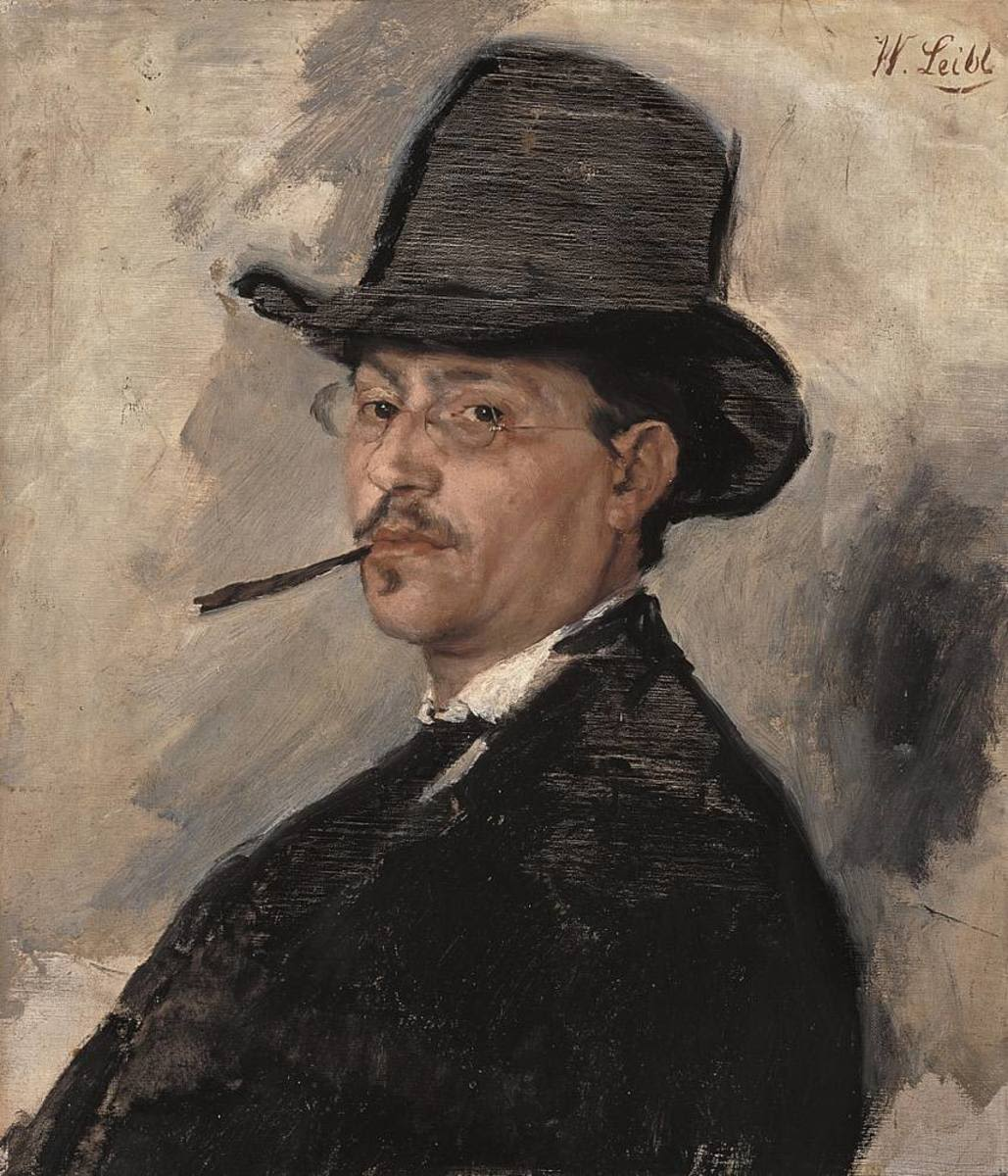
Pictorul Carl Schuch, 1870
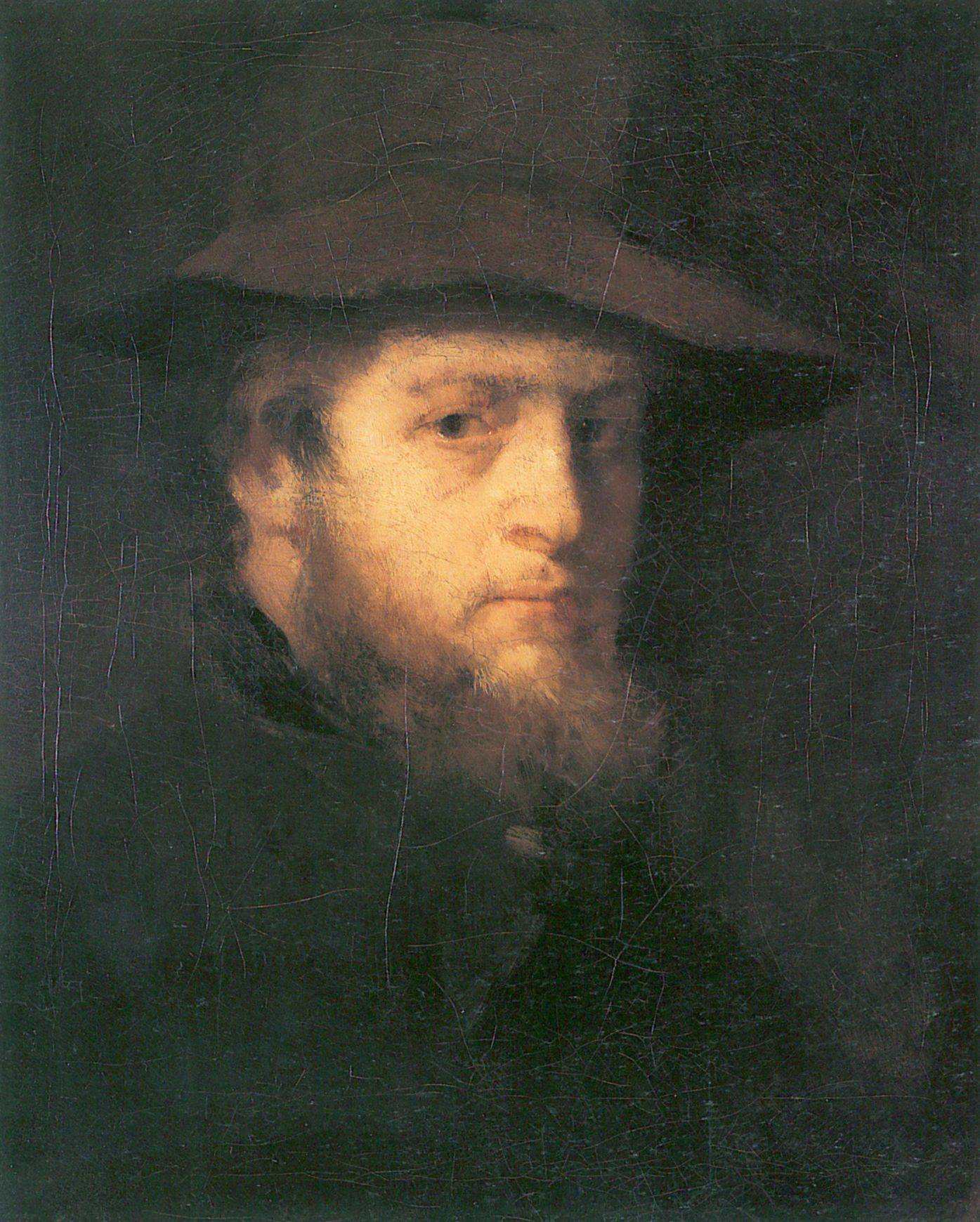
Pictorul Victor Müller, 1870
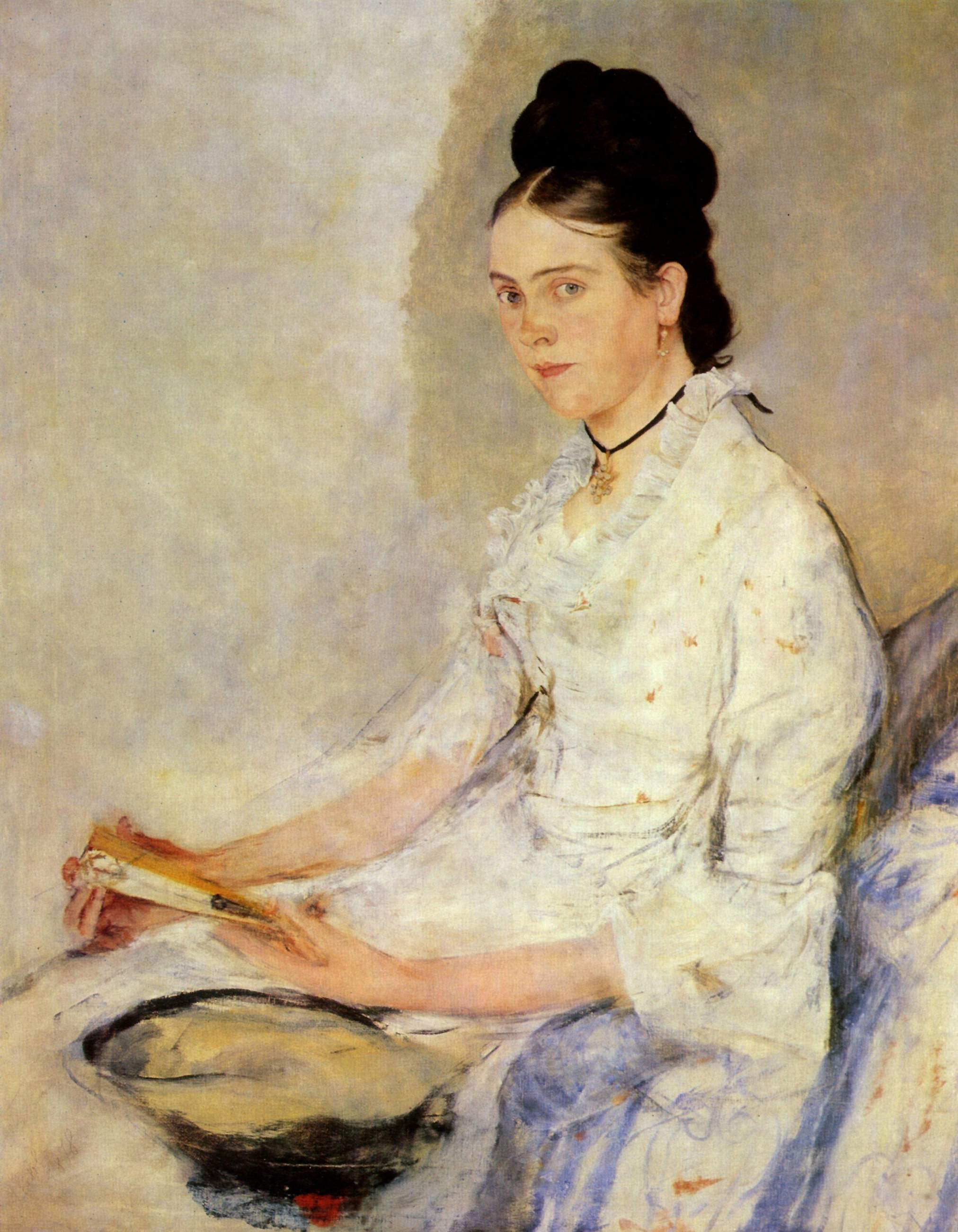
Portretul Rosinei Fischler, Gräfin Treuberg, 1877 - 1878